# 珍妮·艾格特
珍妮·艾格特（英語：Jenny Agutter，1952年6月1日—）是活跃在英国1970年代～1990年代的性感偶像、影壇豔星，倍受英美世界男性觀眾矚目；成名作是1975年《猛鷹突擊兵團》裡演出差一些被德軍抓去當廚師的英國村姑，代表作是《美國狼人》(1981年)露點演出。

## 生涯

### 早年生活
- 父親是英國軍官，幼年時跟隨父親曾經住過賽普勒斯、亞洲馬來西亞吉隆坡。
- 小學在芭蕾舞學校受教育，1964年以童星之姿演出電影。
- 之後即在BBC演出電視劇。